# RoPax 55
Der Typ RoPax 55 (auch Stena Superferry-Klasse) ist ein RoPax-Schiffstyp der Nordic Yards Wismar, von dem 2010 zwei Exemplare für die Stena Line gebaut wurden. Sie sind die drittlängsten Passagierfähren der Welt und nach dem Schwesterpaar Color Magic/Color Fantasy die zweitgrößten nach Raumangebot.

## Einzelheiten
Die Stena Hollandica und ihr Schwesterschiff Stena Britannica wurden auf der Werft Nordic Yards an den Standorten in Wismar und Warnemünde gebaut und im Laufe des Jahres 2010 fertiggestellt. Die Fähren, deren Auftragsvolumen sich auf rund 400 Mio. Euro belief, wurden im November 2006 von Stena Line in Auftrag gegeben. Wegen wirtschaftlicher Schwierigkeiten der Bauwerft (damals Wadan Yards) trat Stena Line zeitweise von der Bestellung zurück, was die Fertigstellung der Fähren verzögerte. Nachdem sich die Vertragspartner auf einen Preisabschlag von insgesamt 24 Millionen Euro geeinigt hatten, wurden beide Schiffe fertiggestellt und an Stena Line übergeben. Die Schiffstaufe der zweiten Stena Hollandica fand am 8. Juni 2010 in Hoek van Holland und die der fünften Stena Britannica am 19. Oktober 2010 in Harwich statt. Die Schiffe bedienen die Verbindung zwischen Harwich, Großbritannien, und Hoek van Holland in den Niederlanden. 
Die Schiffe werden von vier MAN-Dieselmotoren angetrieben. Die Motoren leisten insgesamt 33.600 kW und beschleunigen die Schiffe auf bis zu 22 kn. Zwei der Motoren leisten jeweils 9.600 kW, die anderen beiden jeweils 7.200 kW. Die Wärme der Hauptmotoren wird für die Heizung des Schiffes genutzt.

## Die Schiffe
| RoPax 55         | RoPax 55  | RoPax 55   | RoPax 55           | RoPax 55                   |
| Bauname          | Baunummer | IMO-Nummer | Ablieferung        | Umbenennungen und Verbleib |
| ---------------- | --------- | ---------- | ------------------ | -------------------------- |
| Stena Hollandica | 159       | 9419163    | 7. Mai 2010        | So in Fahrt                |
| Stena Britannica | 164       | 9419175    | 29. September 2010 | So in Fahrt                |

Die Stena Hollandica fährt unter der Flagge der Niederlande, Heimathafen in Hoek van Holland. Die Stena Britannica fährt unter der Flagge des Vereinigten Königreichs, Heimathafen ist Harwich.

## Zwischenfälle
Im Januar 2018 geriet an Bord der Stena Britannica auf einem der RoRo-Decks ein LKW in Brand. Das Feuer, das auf mehrere LKW übergriff, konnte von der Besatzung und Feuerwehrleuten, die an Bord gebracht wurden, gelöscht werden.

## Galerie

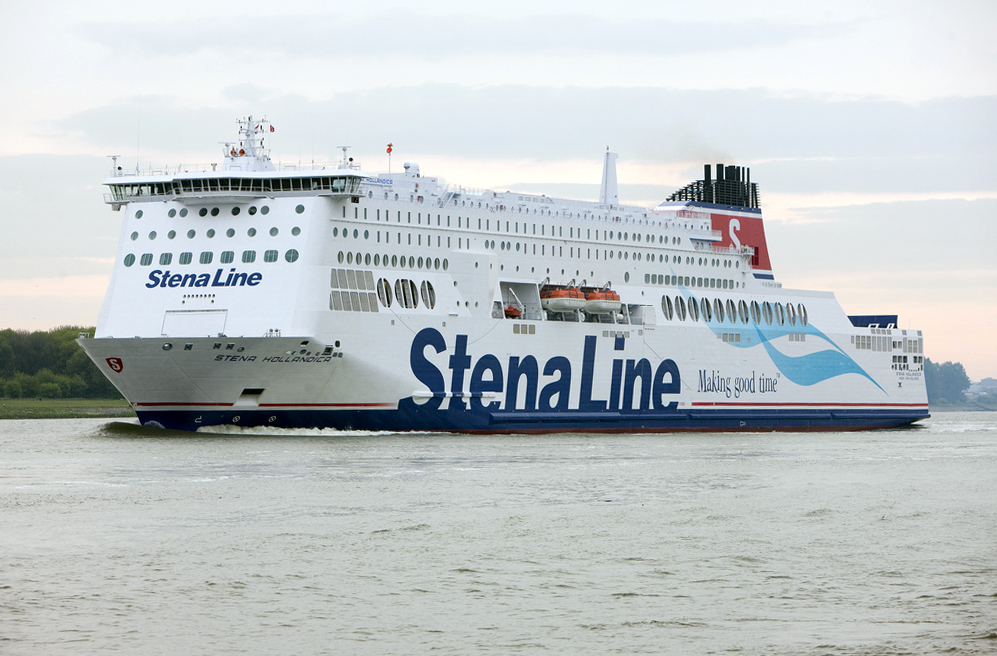
Die Stena Hollandica
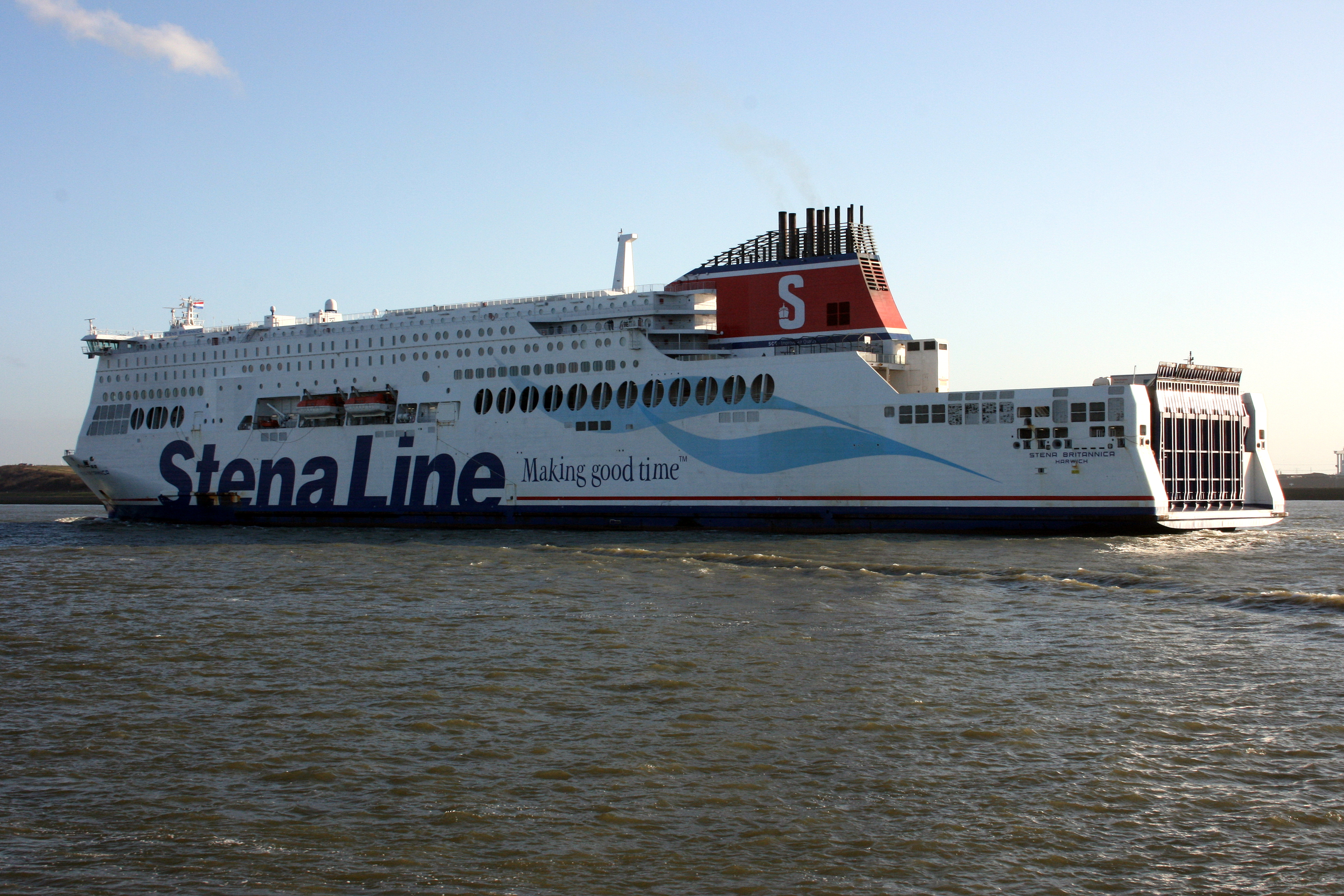
Die Stena Britannica